# Kirby Muxloe Castle

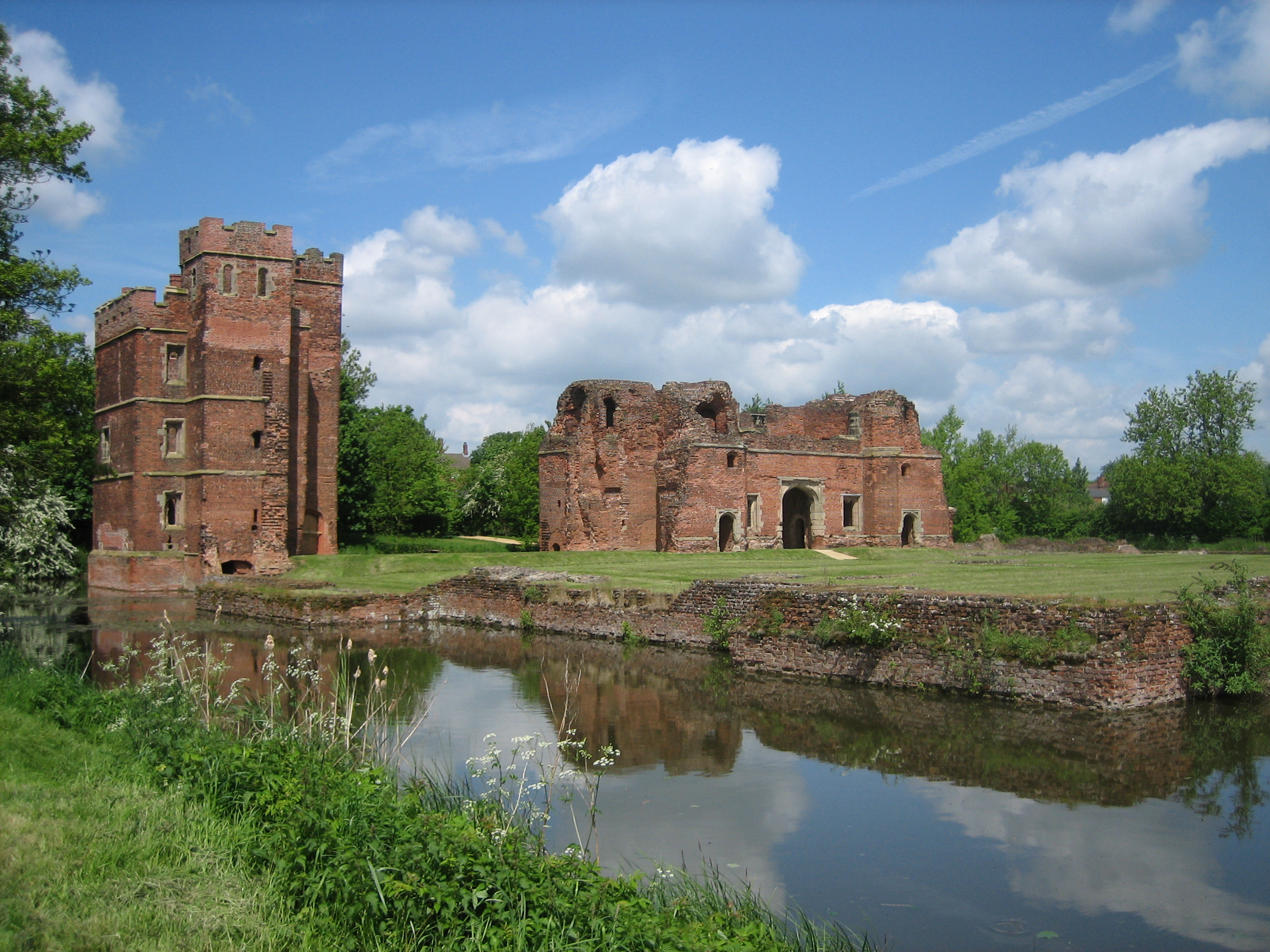
Kirby Muxloe Castle

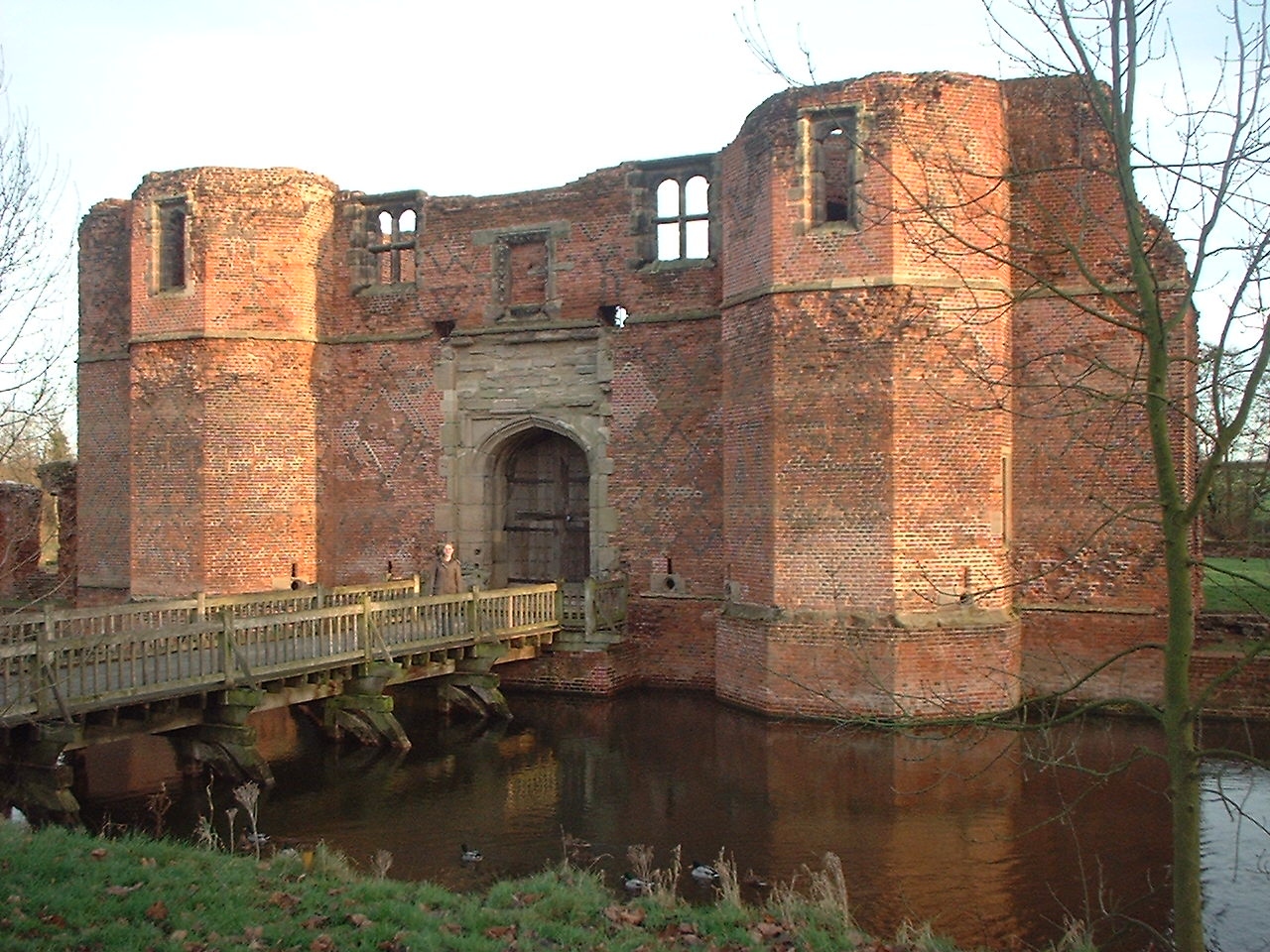
Das Torhaus von der Vorderseite der Burg aus

Kirby Muxloe Castle, auch Kirby Castle, ist ein unvollendetes Herrenhaus aus dem 15. Jahrhundert in Kirby Muxloe in der englischen Grafschaft Leicestershire.
Sein Bau wurde 1480 auf Geheiß von William Hastings, 1. Baron Hastings, also in der Zeit der Rosenkriege, begonnen. Dem Baron gehörte bereits ein Herrenhaus auf diesem Gelände, das er vollkommen umbauen wollte. Die Fundamente dieses ersten Herrenhauses sieht man heute noch als Ruinen im Hof des neuen Herrenhauses. Er wollte eine befestigte Residenz mit rechteckigem Grundriss schaffen, die durch Mauern, Türme und einen Graben eingeschlossen war. Aber die Arbeiten an dem Haus wurden mit seiner Hinrichtung wegen Hochverrats auf Anweisung König Richards III. im Jahre 1483 eingestellt. Das Haus wurde nie fertiggestellt. Teile des Herrenhauses wurden anfangs von den übrigen Mitgliedern der Familie Hastings bewohnt, aber im 16. Jahrhundert war das Anwesen verlassen und dem Verfall preisgegeben.

## Geschichte
Das alte Herrenhaus auf diesem Gelände lässt sich bereits im 13. Jahrhundert nachweisen. Dort wohnte einst die Familie Pakeman. Sir Simon Pakeman war Grundherr und Knight of the Shire im Parlament. Das Herrenhaus wechselte 1364 den Besitzer, als Robert de Herle, der ohne männliche Nachkommen verstarb, seine Ländereien dem Sohn seiner Schwester Margaret, Ralph Hastings of Wistow, hinterließ. Ralphs Vater war Sir Ralph Hastings of Wistow und hatte Margaret Herle, die Tochter des damaligen Grundherrn, einige Jahre vorher geheiratet.
Ralph Hastings ist in den Aufzeichnungen des Herzogtums Lancaster als einer von John O’Gaunts zuverlässigsten Feldherrn verzeichnet. Er hatte drei Söhne. Der älteste, ein weiterer Ralph Hastings, wurde Erbe der Grundherrschaft, als sein Vater 1398 starb. Allerdings war er in die Scrope-Rebellion verwickelt und wurde hingerichtet. Der mittlere Sohn, Richard Hastings, hielt die Grundherrschaft in Kirby Muxloe bis zu seinem Tod 1436. Der jüngste Bruder, Leonard Hastings, erbte sie dann. Er wurde 1453 zum Sheriff der Grafschaften Leicestershire und Warwickshire ernannt. Sein Sohn war der 1431 geborene William Hastings.
Durch die Geschäfte seines Vaters in Leicester gewann William Hastings die Freundschaft von Eduard, dem künftigen König Eduard IV. Er erbte die Ländereien seines Vaters, als dieser 1455 starb. Eduard kam 1461 auf den englischen Thron, William erhielt den Titel eines Baron Hastings und wurde reich ausgezeichnet und beschenkt. 1474 erhielt William Hastings die Erlaubnis des Königs, 1200 Hektar bei Ashby-de-la-Zouch, 810 Hektar bei Bagworth und 810 Hektar bei Kirby Muxloe einzufrieden. Er war in Kirby Muxloe kein Pächter mehr, da er die grundherrschaftlichen Rechte von der Familie Villiers wenige Monate vor der Erlangung der Einfriedungserlaubnis erworben hatte. Er beantragte dann ebenfalls eine königliche Befestigungserlaubnis (engl.: „Licence to Crenellate“) für das Herrenhaus in Kirby Muxloe, die es ihm erlaubte, seine Baupläne ausführen zu lassen. Die Arbeiten an dem Herrenhaus begannen 1480.
Auch wenn es Aufzeichnungen aus dem Mittelalter über die Kosten des Baus von Burgen und Herrenhäusern gibt, so sind dies vorwiegend königliche Aufzeichnungen. Erst aus dem Spätmittelalter gibt es wesentliche Aufzeichnungen über die Bautätigkeit an Burgen der Adligen; Kirby Muxloe ist einer dieser Fälle. Es wurde notiert, dass der Baumeister des Herrenhauses John Cowper war, der einen Lohn von 8 Pence pro Tag für die Überwachung der Steinarbeiten erhielt, im Unterschied zum obersten Maurermeister, Anthony Docheman, der nur 10 Pence pro Woche erhielt.
1483, nach dem Tod von Eduard IV., kam König Eduard V. auf den englischen Thron, aber seine Regentschaft währte nur kurz. Zusammen mit seinem jüngeren Bruder Richard of Shrewsbury, 1. Duke of York, war Eduard V. einer der Prinzen im Tower, die verschwanden, nachdem sie (vorgeblich zu ihrer eigenen Sicherheit) in den Tower of London eingesperrt worden waren. Die Verantwortung für ihren Tod wird allgemein Richard III. zugeschrieben, der Eduard V. auf dem Thron nachfolgte.
Unglücklicherweise für William Hastings änderten sich die Dinge am 13. Juni 1483, während sich der Rat im Tower of London traf, dramatisch: Richard III. beschuldigte mit der Unterstützung des Dukes of Buckingham und anderer Ratsmitglieder einer Verschwörung gegen sein Leben. Die anderen beschuldigten Verschwörer wurden eingesperrt, aber Hastings wurde sofort im Hof geköpft. Die Arbeiten an dem Herrenhaus von Kirby Muxloe wurden sofort eingestellt und so wurde es niemals fertiggestellt. Allerdings waren Teile des Herrenhauses bereits so weit fertig, dass dort verbleibende Familienmitglieder einziehen konnten. Im 16. Jahrhundert aber war das Anwesen verlassen und dem Verfall preisgegeben.
1630 wurde das Herrenhaus von der Familie Hastings verkauft; dann befand sich ein Bauernhof auf dem Gelände. Aber 1911 übernahm das ‚‘Ministry of Works‘‘ das Anwesen und ließ Reparaturarbeiten durchführen.
Heute befindet sich das unvollendete Haus unter der Führung von English Heritage und wurde als historisches Bauwerk I. Grades gelistet. Kürzlich wurden umfangreiche Restaurierungsarbeiten an dem Herrenhaus vorgenommen. Von 1. Mai bis 31. August ist es Samstagen, Sonntagen und öffentlichen Feiertagen für die Öffentlichkeit zugänglich.

## Beschreibung
Das Herrenhaus ist vorwiegend aus Ziegeln erbaut, ein damals neues, teures und modernes Material. Solch eine verschwenderische Konstruktion war teilweise der immensen Macht und dem Reichtum, die William Hastings durch den Dienst für König Eduard IV. erwarb, geschuldet. Die roten Ziegel wurden auf oder neben dem Anwesen geformt und in einem Ofen gebrannt. Das Herrenhaus hatte auch eine damals neue Art von Verteidigungsdetail: Schießscharten für Geschützstände.
Bis heute sind nur noch das Torhaus und der westliche Turm erhalten. Das Torhaus ist bis zum ersten Obergeschoss teilweise komplett. Seine Fassade ist mit einem Muster aus schwarzen Ziegeln im roten Ziegelmauerwerk verziert. Die Initialen „W.H.“ und das Wappen der Hastings, ein Schiff, sind über dem Eingang zu erkennen, ebenso wie die untere Hälfte einer möglichen Figur. Im Grundriss des Torhauses zeigen sich achteckige Türmchen. Es gibt zwei Räume im Erdgeschoss beiderseits des Eingangs, die Ziegelgewölbedecken haben. Sie sollten als Portiersloge und Wachraum dienen; sie hatten Fenster zum Hof und große offene Kamine. Die Portiersloge dient heute als Besucherempfangsraum. Man findet auch Wendeltreppen zum ersten Obergeschoss; dieses wurde nie fertiggestellt und besitzt kein Dach, aber dort sollten das Fallgatter und die Zugbrücke eingearbeitet werden. Vermutlich war ein weiteres Stockwerk für das Torhaus geplant. In den achteckigen Türmchen, die nach außen, zum Graben hin zeigen, sind runde Schießscharten mit Sichtschlitzen darüber, hinter denen Kanonen aufgestellt werden sollten. Zwei davon befinden sich unter dem Wasserspiegel des heutigen Grabens, was nur dann sinnvoll war, wenn der Graben ursprünglich trocken war. Die Schießscharten erscheinen daher eher als Showdetail denn als echte Verteidigungseinrichtung.
Der Westflügel war der einzige Teil des Herrenhauses, der komplett fertiggestellt wurde. Er hat drei Stockwerke mit Wohnräumen, jeder davon mit einer Waschgelegenheit. Heute gibt es innen keine Decken mehr, aber eine Wendeltreppe vermittelt den Zugang zu den Vorzimmern im zweiten Obergeschoss.
Die geplante Halle und der Nordflügel sollten die wichtigsten Wohnräume enthalten, die vom alten Haus erhalten geblieben sind. Fundamente der Außenwände für die Speisekammen, das Getränkelager und den Zugang zu beiden sind sichtbar. Die Küchen und der Rest des ursprünglichen Herrenhauses sind unter dem heutigen Erdboden verschwunden.
Die Gräben sind 18 Meter breit und eine hölzerne Zugbrücke überspannt sie und gewährt Zugang zum Torhaus. Ein kleiner Bach speist den Wassergraben. Zwei Staudämme wurden gebaut; der erste, um das Wasser vom Hauptstrom abzuzweigen und der zweite zur Kontrolle des Wasserstandes im Graben. In letzten wurde ein Schütz eingebaut, damit man den Wassergraben entleeren kann. Zum Verschließen des Schützes diente ein konisches Holzteil mit Leder, von dem man Teile im Graben gefunden hatte, als man diesen während der Restaurierung reinigte.